# Sipos Domokos
Sipos Domokos (Dicsőszentmárton, 1892. augusztus 4. – Dicsőszentmárton, 1927. december 22.) erdélyi magyar költő, író.

## Származása
Sipos Domokos keresztelési anyakönyvi bejegyzése alapján édesapja Sipos György Káposztásszentmiklósról származott, református vallású kelmefestő volt, édesanyja Császár (Oprisor) Kata görögkatolikus vallású, Dicsőszentmártonban lakott. Sipos Domokos nővére Sipos Etelka (Dicsőszentmárton, 1890 körül – Orosháza, 1953). Sipos Domokos a kézdimárkosfalvi nemesi címert és előnevet nem használta. A rendelkezésekre álló források szerint Sipos Domokos egy levelében utalt nemesi származására.

„ A gogánváraljai ref. egyházközség presbitériuma tüntette ki úgy, ahogy éppen tudta: jegyzőkönyvi kivonatban hozta tudomására, hogy egyházmegyei világi képviselőjéül a kicsiny hitközség őt választja meg. …Meg is köszönte a tisztességet a gogánváraljaiaknak olyan szép nyiltlevélben, amely megérdemli, hogy szószerint foglaljon helyet ebben a szűkreszabott életírásban: „Embertestvéreim, kik a magyarságban és vallásban háromszorosan vagytok testvéreim, ti tudjátok, hogy én e kitüntetést nem kerestem s hogy megkaptam, úgy érzem: elsősorban e helyen kell azt nektek megköszönnöm. Mi ajánlott engem bizalmatokba? Földi javaim nincsenek, előkelő, öröklött cím nem ágaskodik nevem előtt. Predikátumomat, mit márkosfalvi székely ősömnek a néhai nagyságos fejedelem: Bethlen Gábor kegyes gráciával adományozott, sohasem használtam. Mit remélhettek ti, a szegény papok, tanítók, hivatalnokok, földmívesek, mesteremberek szegény ivadékától ? Sipos Domokos Vágtat a halál. Erdélyi Szépmíves Céh, Cluj-Kolozsvár, 1927.”

## Életpályája
Az elemi iskolát Dicsőszentmártonban végezte 1898-1902, majd a nagyenyedi Bethlen Gábor Kollégiumban tanult 1902–1910, 1908-1909 az osztály vezetője Dóczy Ferenc volt, itt a Kemény Zsigmond önképzőkör tagja, a Haladjunk c. diáklap szerkesztője. A nagyenyedi kollégiumban rendszeresen tartott irodalmi előadásokat. Tanárai közül szeretettel emlékezett meg később Bodrogi Jánosról, dr. Farnos Dezsőről, Székely Jánosról, Székely Ödönről és Szilády Zoltánról. Sipos Domokos (14 éves, református, lakik Dicsőszentmártonban, élvezményei, az alapítványtevő neve Köblös Péter) tanulmányi eredményei 1905-ben jeles (1) a következő tantárgyakból vallás, magyar, latin, német, történelem, természetrajz, magaviselet, jó (2) mennyiségtan, geometria, torna, ének.

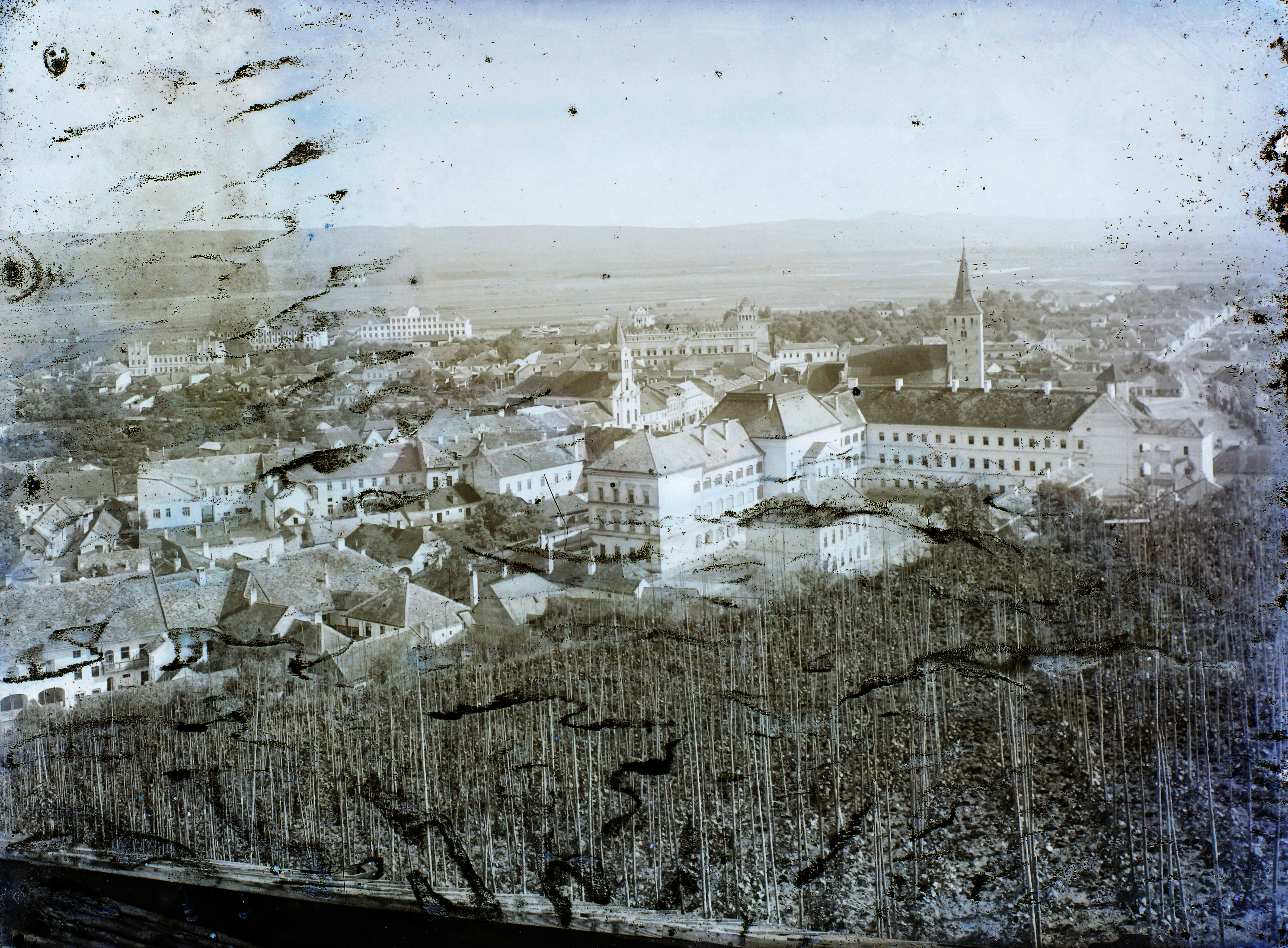
Nagyenyed látképe, jobbra a nagyenyedi Bethlen Gábor Kollégium, mögötte a vártemplom, balra a katolikus templom 1907-ben, amikor Sipos Domokos a kollégium tanulója volt.

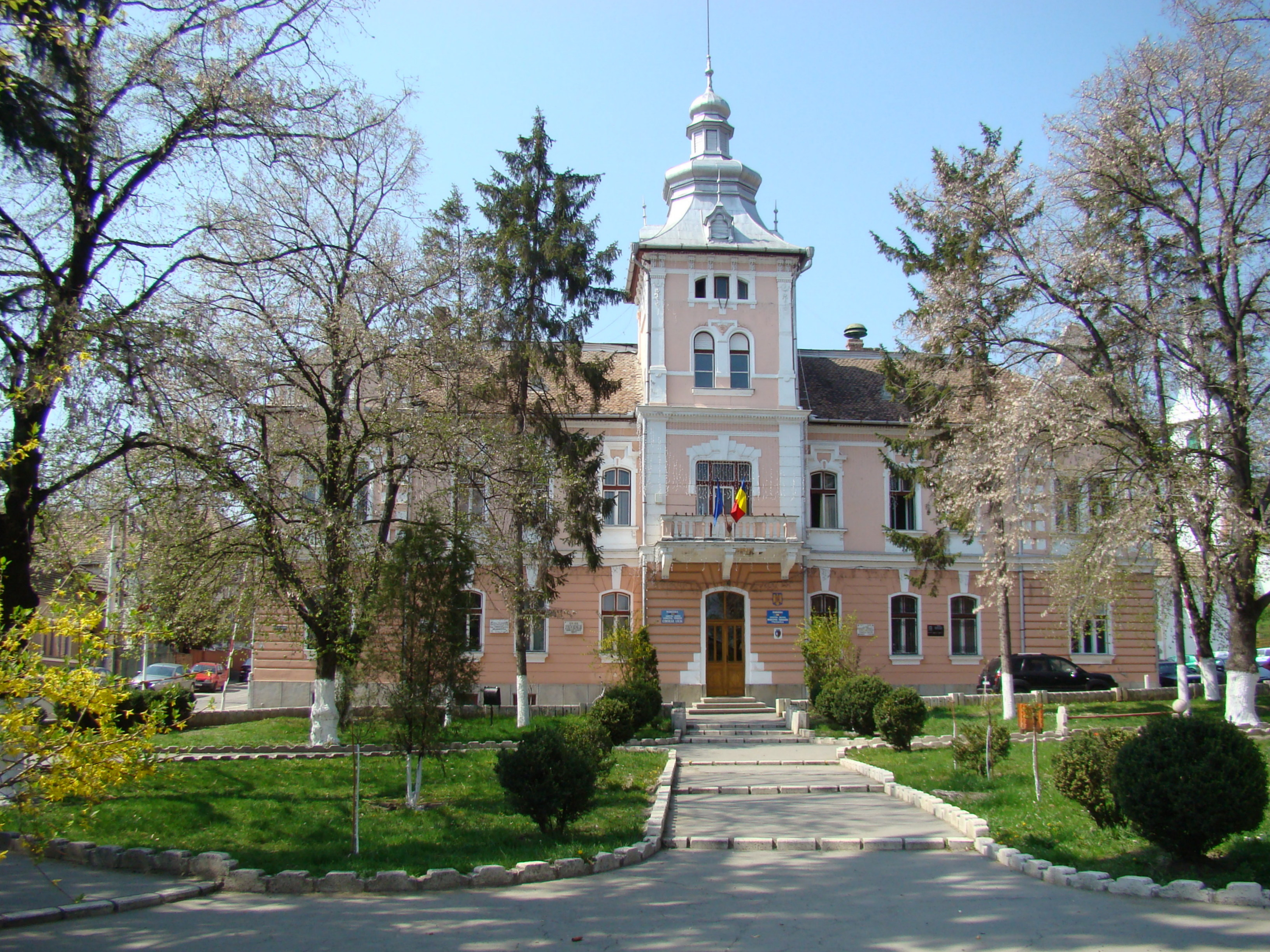
A városháza épülete Dicsőszentmártonban. Itt dolgozott Sipos Domokos 1915-1921 között.

Érettségi eredménye jó volt. Érettségi után 1910-1911 között Dicsőszentmártonban tisztviselősködött, napidíjas állást kapott a pénzügyiigazgatóságnál és az egy év alatt összegyűjtött pénzével felment Budapestre, ahol 1912-től 1913-ig joghallgató volt. Tanulmányait nem fejezte be. Az egyetemi tanulmányai mellett a Központi Statisztikai Hivatalnál tisztviselőként is dolgozik. A Budapesti Királyi Magyar Tudomány-Egyetem Almanachja 1912-1913. Egyetemi hallgatók. Sipos Domokos. Téli szak. 912. 

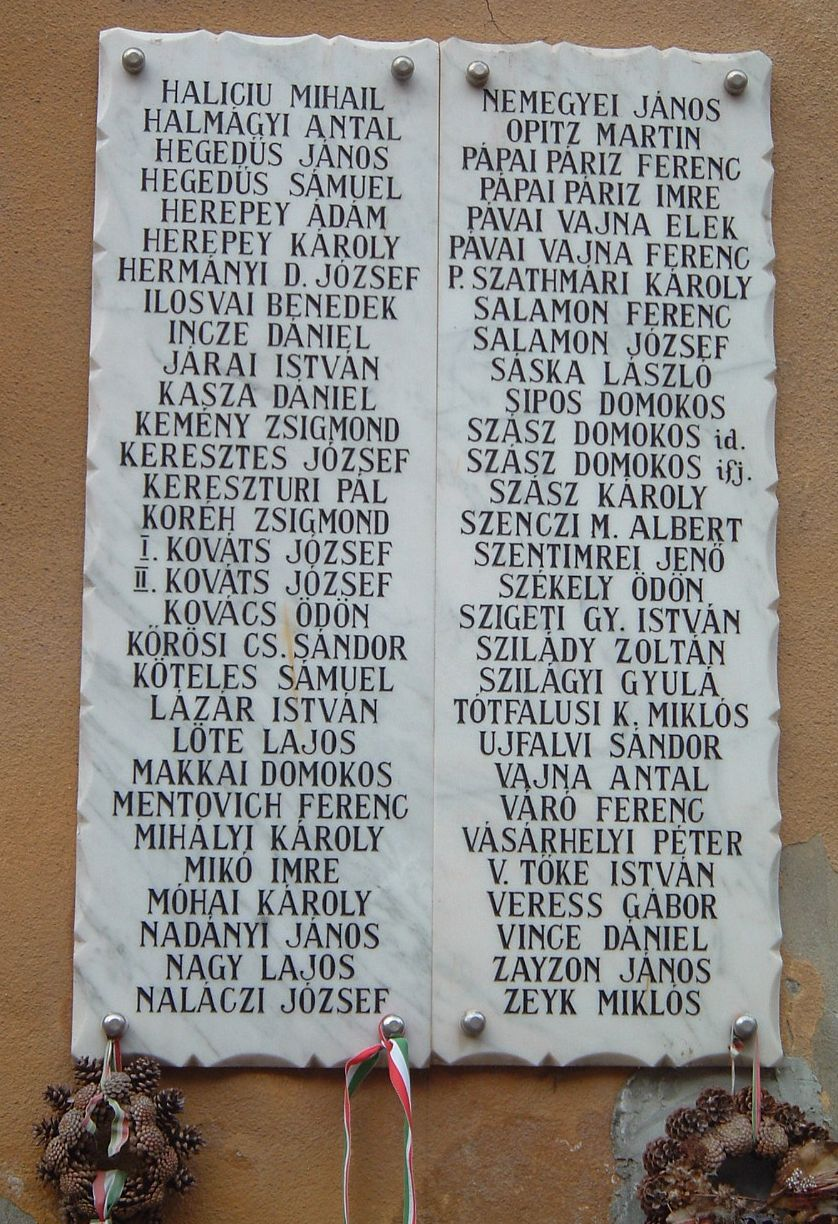
Sipos Domokos. A nagyenyedi Bethlen Gábor Kollégium neves diákjai között.

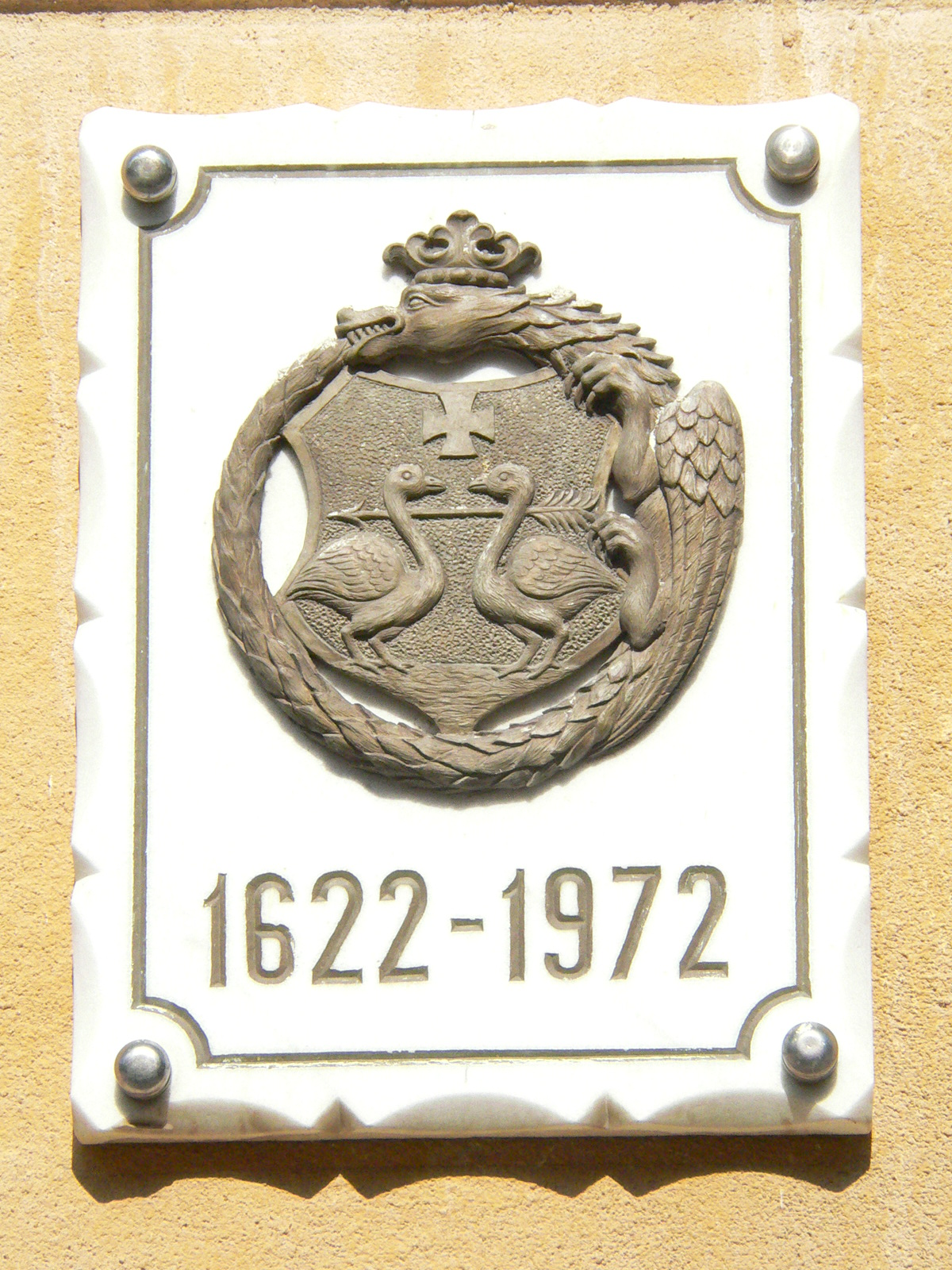
A nagyenyedi Bethlen Gábor Kollégium, emléktábla Nagyenyeden, címer. 1622-1972

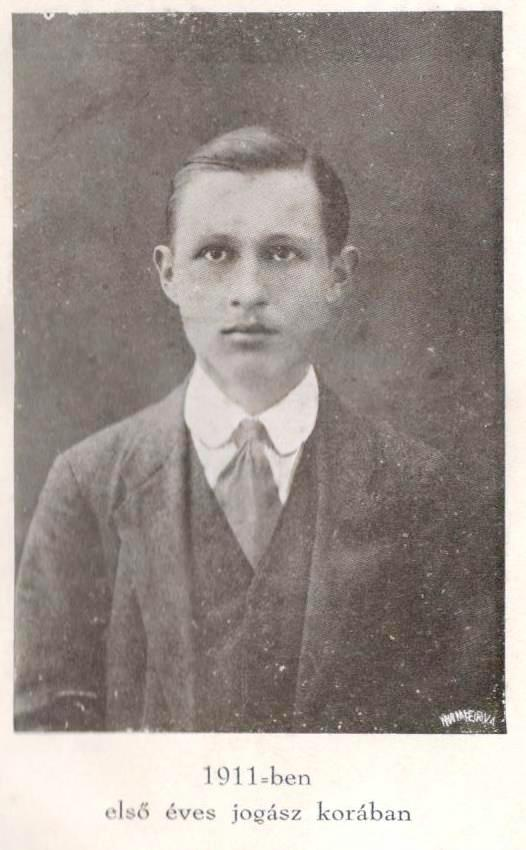
Sipos Domokos 1911-ben első éves jogász korában

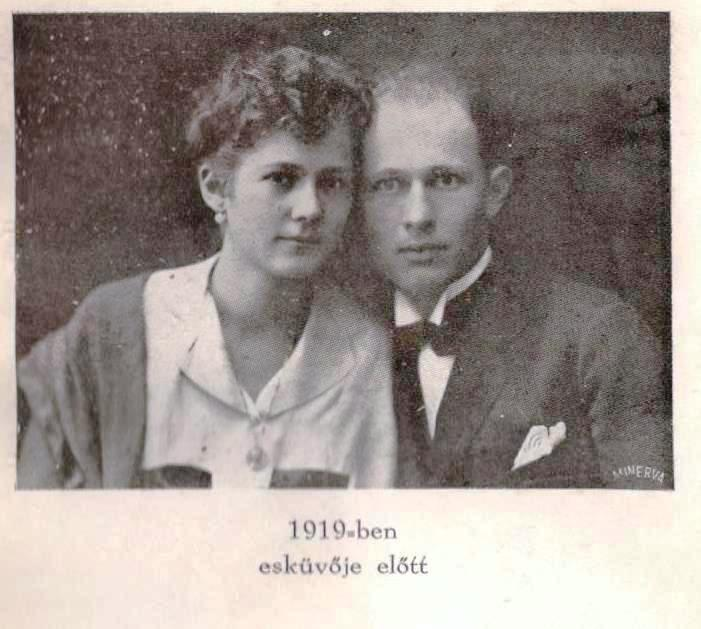
Sipos Domokos és felesége Komáromy Graciána 1919-ben esküvőjük előtt

1913–14-ben újságíró Kassán, patikussegéd Földeákon. Azt írta önéletrajzában „a háborúban csak kevés ideig katonáskodtam, mert betegségem miatt a hősi halálra alkalmatlannak találtattam”. 1915-től újra szülővárosában tisztviselő. 1918 őszén, az őszirózsás forradalom idején, a Károlyi-kormány alatt helyettes városi főjegyző, Kis-Küküllő vármegye főispánjelöltje, de kinevezésére már nem került sor. 1921 őszén megvált helyettes városi főjegyzői állásától, s a helybeli Erzsébet Könyvnyomda igazgatója lett. Az Erzsébet Könyvnyomda adta ki az új erdélyi szépirodalom egy részét és a Petőfi – centenárium alkalmával Petőfi Sándor összes költeményét 1923-ban 5000 példányban. 1925. november 1-től a Keleti Újság állandó külső munkatársa. Keleti Újság (1918–1944) a két világháború közötti időszak egyik leghosszabb életű romániai magyar napilapja volt. Sipos Domokos itt publikálta a „Rettenetes angyal” c. novelláját. Első novelláival, 1921 áprilisában megnyerte a Zord Idő tárcára és nagynovellára kiírt pályázatait. Írásait ezt követően az Ellenzék, Keleti Újság, Újság, Vasárnapi Újság, Pásztortűz közölte. 1925 nyarán Vajúdó idők küszöbén c. novellája az Ellenzék erdélyi történelmi novellára kiírt pályadíját nyerte el. 1926 tavaszán a KZST tagjává választották, meghívták az első helikoni találkozóra is, de tüdőbetegsége (tüdővész, tuberkulózis) miatt nem mehetett el. Sipos Domokost 1926-ban választották meg az Erdélyi Helikon tagjának. 1927-ben az Erdélyi Helikon támogatásával három hónapos kezelésben részesült a budakeszi tüdőszanatóriumban, de nem tudták megmenteni. A helikoni közösség első halottjaként búcsúztatták. Elbeszéléseinek jó része szülőföldje paraszti-kispolgári-úri társadalmát, annak belső ellentéteit mutatja be (Karácsonyestén, Rettenetes angyal, A csoda). Az enyedi diákévek élményeiből ihletődő novellái hitelesen ábrázolják az első gimnazista kisdiák lelki konfliktusát éppúgy, mint a nyolcadikosok dorbézoló-politizáló életmódját (Szép gyermekkor, jöjj vissza egy szóra!, Boldog idők – utóbbi a Zord Idő pályázatának nyertese).
A Bethlen Gábor-i szellem üzenetét egy szép mesenovellában (A székely tölgy és a spanyol gránátalmavirág meséje) örökítette meg. Budapesten töltött éveinek nagy felfedezése az erotika, ekkori novelláinak főhőse „barátom, a kalandor”, egyben sikeres pesti író. A mindig a napos oldalon fellelhető, szerelmi kalandokat kereső aranyifjak mellett azonban meglátta a szerelem áldozatait, az érzelmeiknek, tapasztalatlanságuknak kiszolgáltatott lányokat is (Barátom és a hercegnő, Egy estém a Violában, Iván régi napjai, Pillanatfelvételek). Felfigyelt a nagyváros nyomorultjaira, egy kórterembe gyűjtötte a világváros elesettjeit (A vízkórságos halála), vagy úgy mutatta be a kolozsvári főtéren éhező-fázó, sőt követelőző nincstelent, hogy már-már felmentjük bűne alól (Templomrabló – a Zord Idő pályázatának nyertese). Ezeken az írásokon érezhető leginkább az expresszionizmus hatása.
A világháború és következményei számos novellájában tükröződnek. A militarizmussal a „sohase ölj!” erkölcsi parancsát helyezi szembe (Éjféli párbaj, Pitymallatkor, Hősi halál). A háború befejezésével kapcsolatos nagy visszhangot keltett novellája a Hazafelé, amelynek székely katonahősei szülőföldjüket tekintik igazi hazájuknak, függetlenül attól, hogy melyik ország határai veszik körül. Tabéry Géza Emlékkönyve szerint e novella körüli vitából született az erdélyi irodalom. A háború alatt otthon maradt asszonyok kiszolgáltatottságát, a hazatérő katonák keltette zűrzavaros forradalmi hangulatot novellában és befejezetlenül maradt regényben is tükrözte (A kastélytető fellángol, Gátszakadás). Az előbbiben még az egyéni bosszú nyilvánul meg inkább, az utóbbi parasztjai már a földosztást is szeretnék megvalósítani. Főleg ezeknek az írásoknak az alapján nevezték „vidéki jakobinus”-nak, baloldalinak; Becsky Andor (Korunk) szerint azonban „a polgári írók megszokott illendőségi határait sohasem haladta túl”.
Néhány novellája és egyfelvonásosa a romániai magyarság sorskérdéseire irányítja a figyelmet: a megmaradás, a túlélés lehetőségét példázza. Az elbocsátott hivatalnok élete nem egy esetben alkoholizmusba torkollt (Édes jó Istenem, hol vagy?), de volt, aki mégis megtalálta a kiutat, vállalta a megélhetésért folytatott harcot (Diadal, Zokog a porszem). Zokog a porszem c. egyfelvonásos darabját a Kolozsvári Magyar Színház 1933. szeptember 1-én mutatta be.
Pályáját záró két nagyobb elbeszélése áttételesen, a múltból, illetve a földrajzi távolból merített témával közvetít üzenetet a kortársaknak. A Vajúdó idők küszöbén a Budai Nagy Antal-féle felkelést idézve egy új világ, a társadalmi szabadság perspektíváit ígéri, a Két zsoldos pedig az Erdélyhez sokban hasonlító Elzászból indítva cselekményét, a jelen felé fordulást, az alkotó munkát szorgalmazza. Költészetéről jóformán csak halála után, a Szentimrei Jenő összeállította kötetből vett tudomást a kritika. A bírálók véleménye nagyon megoszlott: Szentimrei, Reményik Sándor, Jancsó Béla túlértékelte, Németh László szerint „…talán csak Ácsolj keresztet c. költeménye éri el a nagy vers határait”. Gaál Gábor a szeretet himnuszát hirdető Bárányka c. költeményét emelte ki, s költészetét csak mellékterméknek tartotta prózája mellett.
Publicisztikája élénk visszhangot váltott ki a maga korában, s gyakran provokált vitákat szerzőjük radikális nézeteivel. Az általa szerkesztett Kisküküllő hiányosan fennmaradt lapkollekciójából csak egy részét ismerjük vezércikkeinek, politikai tudósításainak, amelyekben a helyi eseményekből kiindulva foglalkozott országos témákkal: az iskolaüggyel, a román–magyar kapcsolatokkal, a politikai élet konfliktusaival, irodalompolitikával. Gyakran közölt a Keleti Újságban is. Halálakor Tompa László versben búcsúztatta (Halálbamenők üdvözlete. Ellenzék, 1928/15); hagyatékát Szentimrei Jenő rendezte sajtó alá és adta ki, szegénységben, adósságoktól terhelten maradt özvegye és kisfia javára. Sírjának gondozását és emléke ápolását a KZST vállalta magára; művét késői gyűjteményes kiadások és egykori munkatársa, Kovács István monográfiája is segítették megóvni a feledéstől. 1992. október 3-4-én Centenáriumi ünnepséget rendeztek. Sírját beköltöztették a köztemetőbe. Szobrot készített Bálint Károly szobrász, amit az unitárius templomkertben állítottak fel.” 
Novelláiból román fordításban nem sokkal halála után az Adevărul Literar şi Artistic, a Boabe de Grâu és a Ioan Lupu szerkesztette Povestitori unguri ardeleni (Bukarest, 1929) közölt. Sipos Domokos: Két tűz között. c. versének utolsó sorai: „S mi állunk!/A viharvert tetőn/Állunk!/És vérző szívünk az égre tartjuk,/Hadd lássa idegen és testvér:/Nekünk Erdély,/Erdély a hazánk!” 
Benedek Elek és Sipos Domokos 1922-1927 között 31 levelet váltottak, de személyesen nem találkoztak. Benedek Elek próbálta segíteni Sipos Domokos írásainak publikálását és így jövedelemhez való jutását.
Sipos Domokos a várostól legmesszebb fekvő kórházi temetőben akart pihenni, mert mint többször hangoztatta, itt tűnik el leghamarább az emberek elöl. Sipos Domokost kívánsága szerint a "szegények temetőjébe" hantolják el. „Sírkövén ez áll: "Ne engedelmeskedjetek: csak a szeretetnek, csak a szeretetnek, csak a szeretetnek !!!" Sipos Domokost kérésére dr. Dávid György kibédi református lelkész búcsúztatta. Az egyházi szertartás után Gyárfás Elemér szenátor és Gvidó Béla unitárius esperes (a Kisküküllő megyei Magyar Párt alelnöke) búcsúzott el a vármegyei magyarság nevében Sipos Domokostól. Sipos Domokos halála után özvegye a számlákat nem tudta kifizetni, nyomorgott, Benedek Elek szervezett segélyakciókat az adósságok kifizetésére, a kis Domokos taníttatására. Két esztendeig tartottak irodalmi esteket, hogy "összeszavalják és énekeljék" az özvegy és az árva számára a megélhetést. Erdély  valamennyi városában, a Székelyföldtől a Szilágyságig (Szentimrei Jenő, Tamási Áron, Bartalis János, Tompa László, Nyirő József, Kacsó Sándor, Ferenczy Zsizsi, ifj. Delly-Szabó Géza, György Dénes). 1934. szeptember 30-án a Kemény Zsigmond Társaság emlékkövet állíttat az író elhagyott sírja fölé, majd irodalmi estet rendez a városban, melyen Molter Károly tart emlékbeszédet 1934-ben, amikor síremléket állítottak, a sírját igen nehezen találták meg, végül is Sipos Domokos sírját exhumálás nélkül is meg lehet találni.
Sipos Domokos „Bitóra kisér egy zord menet” c. versének utolsó két sora: „Engem bitóra, máglyára kísér egy zord menet, Most nem tudok mást, csak meghalni értetek!” Ez a megsejtése halála után is igaz volt, Dicsőszentmártonban 1934. szeptember 30-án egész Erdély magyarsága kegyelettel emlékezett meg a korán elhunyt író, Sipos Domokos sírjánál. A marosvásárhelyi Kemény Zsigmond irodalmi társaság által állított emlékoszlopot leplezték le, de a „Sipos Domokos emlékünnepére a dicsőszentmártoni magyar egyesületek nem vonulhatnak fel zászlók alatt. A prefektus az utolsó pillanatban tiltotta be a felvonulást”.
Sipos Domokos özvegye Komáromy Graciána (1900-1990) férje halála után néhány évvel Etelka leányához Magyarországra települt át és férjhez ment Leitner István budapesti vámszaki tiszthez 1930 november 24-én Budán. Leitner István 1944 decemberében öngyilkos lett és utána 1946-ban Komáromy Graciána Bóna István (-1975) felesége volt. Komáromy Graciána édesapja  Komáromy Sándor textilkereskedő, testvére Komáromy András volt.

## Kötetei
- Istenem, hol vagy? Novellák; Kaláka, Cluj-Kolozsvár, Erzsébet Könyvnyomda R.-T., Dicsőszentmárton. 1922.[1] Életében csak ez az egy kötete jelent meg.
- ”Vágtat a halál” (Sipos Domokos versei), Szentimrei Jenő bevezető tanulmányával) Az Erdélyi Szépmíves Céh könyvei. 19., Kolozsvár. 1927. évi sorozat 16. sz. Szentimrei Jenő Sipos Domokosról írt életrajzával. „Sipos Domokos kettétört élete.” Mindeddig (2020-ig) ez a legteljesebb, forrásértékű életrajzi tanulmány Sipos Domokos életéről.[2]
- ”Vajúdó idők” (Elbeszélések). Előszó: Ezt az elbeszélés-kötetet a nemrég elhunyt erdélyi magyar író maga rendezte sajtó alá az Erdélyi Szépmíves Céh számára. Kiegészítője ez a kötet az Erdélyi Szépmíves Céh kiadásában megjelent „Vágtat a halál" c. kötetnek, amely az elhunyt író életrajzát és verseit tartalmazza. Erdélyi Szépmíves Céh, Kolozsvár – Athenaeum, Budapest, Erdélyi írók művei. 1928
- ”A csoda” (Válogatott elbeszélések) Molter Károly válogatásában és előszavával. Állami Irodalmi és Művészeti Kiadó, Marosvásárhely. 1958.
- ”Vajúdó idők küszöbén” (Elbeszélések, költemények) Sajtó alá rendezte és az utószót írta Bernáth Ernő, Nagy Pál: bevezető tanulmányával: Sipos Domokos. Romániai Magyar Írók. Kriterion Könyvkiadó, Bukarest, 1973.
- ”Pillanatfelvételek” (Novellák), Szerkesztette Gaal György, Marosvásárhely, 1991
- Két zsoldos. Elbeszélések. Válogatta és utószó Szávai Géza; Pont, Budapest, 2015 (Conflux) ISBN 978-615-5500-09-1
- Vágtat a halál c. vers[18]
- Sipos Domokos egyik fontos hazafias verse a „Két tűz között”. Megjelent a „Vágtat a halál” kötetében is.[19]

„Tanyánk
Széljárta, puszta szírt. 
 Állunk
A csúcson viharban, napba nézve. 
 Kitárjuk keblünk, 
 Hogy a föld minden rezdülése
Mi egyik pólustól a másik pólusig
Az embereken átremeg, 
Fájó szívünkön átszűrve
Érjen téged: Erdély! 
A szírt alatt, a szírt körül, 
Dús földeken, szép házakban
A sok-sok ember ránktekint.
 És szórja ránk szavának nyilait. 
Az öregek régi buzogánya
Bosszúsan csap felénk
És ifjak fürge kelevéze
Süvítve éri meztelen mellünk. 
És harsan a kiáltás innen és onnan: 
Mit akarnak e furcsa katonák?! 
Kinek a posztját állják e rideg tetőn? 
Kinek nevében mondják az imát, 
 Hogy tied a dicsőség és az ország?! 
 S mi állunk! 
A viharvert tetőn Állunk! 
És vérző szívünk az égre tartjuk, 
 Hadd lássa idegen és testvér: 
 Nekünk Erdély Erdély
a hazánk!”

- Zokog a porszem (Suta tragédia egy felvonásban. Történik Erdélyben, 1923 őszén)[20]

## Emlékezete
- A szintén tragikus sorsú Dsida Jenő, így írt Sipos Domokosról, a Tarka-barka strófák. c. versében.„Szegény Erdély Szegény irodalom!/Nyakába kötve irdatlan kolonca!/….s a hullócsillag, Sipos Domokos,/Nyírő, Tamási, – még ki fér a listán? Molter, Tabéry, Berde, Bartalis tán...” [21]
- Munkásságának tiszteletére a dicsőszentmártoni művelődési egyesület az ő nevét viseli, 1990-ben alapították a Sipos Domokos Művelődési Egyesületet, amely irodalommal, néprajzkutatással, helytörténettel és a hagyományok ápolásával foglalkozik. Névmutató Sipos Domokos. Udvardy Frigyes. A romániai magyar kisebbség történeti kronológiája 1990–2017[22]
- Bölöni Domokos: Sipos Domokos gyerekkoporsója[23]
- Kovács István: Száz éve született Sipos Domokos[24]